# Notophthiracarus meridionalis
Notophthiracarus meridionalis är en kvalsterart som först beskrevs av Sergienko 1992.  Notophthiracarus meridionalis ingår i släktet Notophthiracarus och familjen Phthiracaridae. Inga underarter finns listade i Catalogue of Life.